# Campeonato Mundial de Halterofilia de 1972
El XLVI Campeonato Mundial de Halterofilia se celebró en Múnich (RFA) del 27 de agosto al 6 de septiembre de 1972 bajo la organización de la Federación Internacional de Halterofilia (IWF) y la Federación Alemana de Halterofilia. Ese año las competiciones de halterofilia en los XX Juegos Olímpicos sirvieron también como Campeonato Mundial.
Las competiciones se realizaron en el Pabellón de halterofilia del Recinto Ferial de la ciudad bávara.

## Medallistas
| Evento  | Oro                                | Plata                             | Bronce                               |
| ------- | ---------------------------------- | --------------------------------- | ------------------------------------ |
| 52 kg   | Zygmunt Smalcerz · Polonia · 337,5 | Lajos Szűcs · Hungría · 330,0     | Sándor Holczreiter · Hungría · 327,5 |
| 56 kg   | Imre Földi · Hungría · 377,5       | Mohamad Nasiri Irán 370,0         | Guennadi Chetin URSS 367,5           |
| 60 kg   | Norair Nurikian Bulgaria 402,5     | Dito Shanidze URSS 400,0          | János Benedek · Hungría · 390,0      |
| 67,5 kg | Mujarbi Kirzhinov URSS 460,0       | Mladen Kuchev Bulgaria 450,0      | Zbigniew Kaczmarek · Polonia · 437,5 |
| 75 kg   | Yordan Bikov Bulgaria 485,0        | Mohamed Trabulsi Líbano 472,5     | Anselmo Silvino · Italia · 470,0     |
| 82,5 kg | Leif Jenssen · Noruega · 507,5     | Norbert Ozimek · Polonia · 497,5  | György Horváth · Hungría · 495,0     |
| 90 kg   | Andon Nikolov Bulgaria 525,0       | Atanas Shopov Bulgaria 517,5      | Hans Bettembourg · Suecia · 512,5    |
| 110 kg  | Jaan Talts URSS 580,0              | Alexandar Kraichev Bulgaria 562,5 | Stefan Grützner RDA 555,0            |
| +110 kg | Vasili Alexeyev URSS 640,0         | Rudolf Mang RFA 610,0             | Gerd Bonk RDA 572,5                  |

1. 1 2 3  Fuerza (kg) + arrancada (kg) + dos tiempos (kg) = total olímpico (kg).

## Medallero
| Núm. | País     | Oro | Plata | Bronce | Total |
| ---- | -------- | --- | ----- | ------ | ----- |
| 1    | Bulgaria | 3   | 3     | 0      | 6     |
| 2    | URSS     | 3   | 1     | 1      | 5     |
| 3    | Hungría  | 1   | 1     | 3      | 5     |
| 4    | Polonia  | 1   | 1     | 1      | 3     |
| 5    | Noruega  | 1   | 0     | 0      | 1     |
| 6    | RFA      | 0   | 1     | 0      | 1     |
| 6    | Irán     | 0   | 1     | 0      | 1     |
| 6    | Líbano   | 0   | 1     | 0      | 1     |
| 9    | RDA      | 0   | 0     | 2      | 2     |
| 10   | Italia   | 0   | 0     | 1      | 1     |
| 10   | Suecia   | 0   | 0     | 1      | 1     |
|      | TOTAL    | 9   | 9     | 9      | 27    |